# Petrophytum caespitosum
Petrophytum caespitosum es una especie leñosa perenne de planta con flores perteneciente a la familia de las rosáceas, conocida en inglés con el nombre común mat rock spiraea. Es originaria del oeste de los Estados Unidos.

## Rango y hábitat
Petrophytum caespitosum  es originaria del oeste de los Estados Unidos, donde crece en zonas montañosas desde la Sierra Nevada hasta las Montañas Rocosas. Crece entre rocas calizas en hábitats boscosos y boscosos y en acantilados y acantilados abiertos de piedra caliza.

## Descripción
Petrophytum caespitosum es un arbusto muy bajo y enmarañado que crece en alfombras de hasta 80 centímetros de ancho y se arrastra sobre las rocas. La planta a menudo crece en superficies verticales y cuelga de sus raíces, que se aferran a las grietas de las rocas. Los tallos son gruesos y muy cortos, densamente cubiertos de rosetas de hojas ovaladas. Ambas superficies de las hojas están ligeramente cubiertas de pelos cortos y finos, que pueden no ser obvios sin una inspección minuciosa. Produce muchas inflorescencias que son racimos de flores en forma de espigas que surgen sobre pedúnculos erectos de hasta 10 centímetros de altura. Cada inflorescencia está repleta de flores, cada una con cinco pequeños pétalos blancos, muchos estambres bigotes y, por lo general, cinco pistilos peludos. Las partes de la flor se secan y pueden caer, dejando un racimo de frutos en desarrollo, folículos que contienen las semillas.

## Ecología
Se encuentra en salientes rocosos, grietas, paredes de cañones y acantilados, desde 1,500 hasta 8,000 pies (457-2438 m); florece de junio a septiembre.

## Usos
Los navajo utilizan esta planta con fines ceremoniales.
Uno de los beneficios más notables de Petrophytum caespitosum es su capacidad antiespasmódica. La planta ha demostrado ser eficaz en la reducción de los espasmos musculares en el tracto gastrointestinal, lo que puede aliviar síntomas dolorosos asociados con trastornos como el síndrome del intestino irritable (SII) y la enfermedad inflamatoria intestinal (EII).